# بانک میزوهو کورپوریت
بانک میزوهو کورپوریت (انگلیسی: Mizuho Corporate Bank) شرکت خدمات مالی و بانکداری ژاپنی است، که در سال ۱۸۹۳ تأسیس شد.